# João de Joinville
João de Joinville (em francês Jean de Joinville) (1 de maio de 1224 – 24 de dezembro de 1317) foi um dos grandes cronistas da França medieval. É mais famoso por ter escrito A Vida de São Luís, uma biografia de Luís IX de França que narrou a Sétima Cruzada.

## Biografia
Filho de Simon de Joinville e  fr, e irmão de Geoffrey de Geneville, Jean pertencia a uma família nobre de Champagne. Recebeu uma educação apropriada para um jovem nobre na corte de Teobaldo IV, incluindo leitura, escrita e latim. Com a morte de seu pai em 1233, tornou-se senhor de Joinville e senescal de Champagne (estando, portanto, pessoalmente ligado a Teobaldo IV). Era um homem muito piedoso e preocupado com a administração adequada da região.
Em 1241, acompanhou Teobaldo à corte de Luís IX de França (o futuro São Luís). Em 1244, quando Luís organizou a Sétima Cruzada, Joinville decidiu juntar-se aos cavaleiros cristãos assim como seu pai havia feito 35 anos antes contra os Albigenses. Durante a cruzada, Joinville colocou-se a serviço do rei e tornou-se seu conselheiro e confidente. Em 1250, quando o rei e suas tropas foram capturados pelos Mamelucos na Batalha de Al Mansura, Joinville, entre os cativos, participou das negociações e da coleta do resgate. Joinville provavelmente se aproximou ainda mais do rei nos momentos difíceis que se seguiram ao fracasso da cruzada (incluindo a morte de seu irmão Roberto, Conde de Artois). Foi Joinville quem aconselhou o rei a permanecer na Terra Santa em vez de retornar imediatamente à França como os outros senhores desejavam; o rei seguiu o conselho de Joinville. Durante os quatro anos seguintes passados na Terra Santa, Joinville foi o conselheiro constante do rei, que sabia que podia contar com a franqueza e devoção absoluta de Joinville.
Em 1270, Luís IX, embora muito enfraquecido fisicamente, empreendeu uma nova cruzada com seus três filhos. Qualquer entusiasmo que Joinville tinha pela cruzada anterior havia sido eliminado, e ele se recusou a seguir Luís, reconhecendo a inutilidade da empreitada e convencido de que o dever do rei não era deixar o reino que precisava dele. De fato, a expedição foi um desastre pior que a anterior e o rei morreu de disenteria fora de Túnis em 25 de agosto de 1270.
A partir de 1271, o papado realizou um longo inquérito sobre Luís IX, que terminou com sua canonização, anunciada em 1297 pelo Papa Bonifácio VIII. Como Joinville havia sido um amigo próximo do rei, seu conselheiro e confidente, seu testemunho foi inestimável para o inquérito, onde ele apareceu como testemunha em 1282.
A pedido da rainha Joana I de Navarra, ele começou a trabalhar na História de São Luís, que completou em 1309. Joinville morreu em 24 de dezembro de 1317, aos 93 anos, quase cinquenta anos após a morte de Luís.

## Vida de São Luís

### Encomenda da obra
Joana I de Navarra, esposa de Filipe IV de França (e neta do Conde Teobaldo IV), pediu a Joinville que escrevesse a biografia de Luís. Ele então se dedicou à tarefa de escrever o livre des saintes paroles et des bons faiz de nostre saint roy Looÿs (como ele próprio o chamou), hoje conhecido como A Vida de São Luís. Joana de Navarra morreu em 2 de abril de 1305, enquanto o trabalho ainda não estava concluído. Joinville o dedicou em 1309 ao filho dela, Luís, rei de Navarra e conde de Champagne, o futuro Luís X de França.

### Composição e data
Como observado, o livro não estava completo quando Joana de Navarra morreu em 1305. Além disso, o manuscrito existente mais antigo termina com esta nota: "Ce fu escript en l'an de grace mil .CCC. et .IX. [1309], ou moys d'octovre". Esta não é precisamente a data da escrita do manuscrito, porque ele foi obviamente escrito mais tarde. Portanto, é ou a data da conclusão da obra por Joinville, ou a data do manuscrito que serviu de modelo para as cópias sobreviventes. A obra foi, portanto, escrita entre 1305 e 1309. Por outras evidências, pode-se igualmente argumentar que uma passagem no final do livro, relatando um sonho de Joinville, não poderia ter sido escrita antes de 1308. Joinville, portanto, terminou seu trabalho pouco tempo antes de entregá-lo a Luís.

### Tradição do texto
Os manuscritos sobreviventes consistem em uma cópia antiga do texto e duas cópias posteriores. O manuscrito que foi dado a Luís não sobreviveu.
O manuscrito mais antigo é obviamente muito próximo do original. É encontrado no inventário de 1373 da biblioteca de Carlos V de França. Além disso, de acordo com as iluminações, pode ser datado dos anos 1330-1340, cerca de 20 anos após o manuscrito original. Esta cópia permaneceu na biblioteca real e depois passou para Filipe, o Bom, Duque de Borgonha, antes de chegar a Bruxelas, onde foi perdida. Foi redescoberta apenas em 1746, quando Bruxelas foi tomada por tropas francesas. Este manuscrito de Bruxelas está agora localizado na Biblioteca Nacional da França. É um volume de 391 páginas em duas colunas. A primeira página é decorada com ouro e iluminações, e com uma pintura representando Joinville apresentando seu livro a Luís. O texto é dividido em parágrafos, cada um começando com uma letra dourada.
Duas edições foram criadas a partir de uma tradução do texto de Joinville (que não sobrevive por si só), criada por Antoine Pierre em 1547 e por Claude Ménard em 1617, respectivamente. O texto de Pierre está corrompido pelas modificações do texto original e por adições fantasiosas, enquanto o de Ménard é um excelente trabalho acadêmico.
Finalmente, uma terceira cópia do texto provém de dois manuscritos que parecem datar do segundo trimestre do século XVI. Estas são transcrições modernizadas com renovação sistemática da linguagem, de um manuscrito mais antigo e do manuscrito de Bruxelas.

### Perspectivas gerais sobre a obra
Joinville era um cavaleiro. Não era nem um clérigo hábil na composição de livros, nem um cronista informado por pesquisas de informações escritas ou orais. No entanto, sua escrita é sincera e neutra. Ele escreveu sobre tudo o que experimentou pessoalmente durante o reinado de São Luís, essencialmente a cruzada no Egito e sua estadia na Terra Santa. Sua narrativa é cheia de vida, anedotas e até humor. É mais um testemunho pessoal sobre o rei do que uma história de seu reinado.
A frescura e precisão de suas memórias são impressionantes, especialmente porque ele escreveu sua obra algumas décadas depois dos fatos. Certos medievalistas explicam isso supondo que Joinville havia frequentemente relatado seu passado oralmente ou que ele o havia previamente colocado por escrito antes de começar seu trabalho.
Joinville fala quase tanto sobre si mesmo quanto sobre o rei, o assunto de seu livro, mas o faz de uma maneira tão natural que nunca dá a impressão de querer se colocar acima do rei. Assim, temos uma clareza incomparável sobre as formas de pensar de um homem do século XIII. Por essa razão, editores modernos às vezes dizem que o trabalho é mais uma memória do que uma história ou uma biografia de São Luís.

### Aspalavras santas
A primeira parte da obra de Joinville é dedicada às palavras santas do rei. Joinville escreve sobre as palavras edificantes do rei e suas virtudes cristãs.
Os discursos são muito importantes na corte de Luís. Seu discurso é moral e didático, refletindo o discurso dos pregadores (Dominicanos e Franciscanos) que o cercam. Transmite um ensinamento moral e religioso e frequentemente visa fortalecer a fé do destinatário. Existe uma intimidade entre o rei e seus seguidores (sua família, confidentes e conselheiros, entre os quais estão Joinville e Robert de Sorbon) que se expressam particularmente na conversa: o rei convida seu público a responder às suas perguntas, muitas vezes com o objetivo de instruí-los com planos morais e religiosos. Esta importância do discurso real é particularmente bem representada por Joinville, que frequentemente faz seus personagens falarem. Ele é um dos primeiros memorialistas a integrar diálogos reconstruídos em um conto. Ele usa principalmente um estilo direto e marca as intervenções de seus personagens com "ele disse" ou "ele fez". E Joinville nunca faz seus personagens falarem em longos monólogos: as lições são sempre mostradas a partir do diálogo.
Além disso, é através das palavras do rei que sua fé profunda e santidade são mostradas. Para Joinville, Luís IX encarna o ideal prud'homme - piedoso, corajoso, bondoso, inteligente e sábio, um homem que defende a fé cristã com sua coragem. E de fato, na obra de Joinville, ele mostra o rei como tendo um amor ardente por Deus, benevolente com seu povo, humilde, moderado e cortês, sábio e justo, pacífico, leal e generoso. Em alguns aspectos, Joinville às vezes não está longe de escrever uma hagiografia.

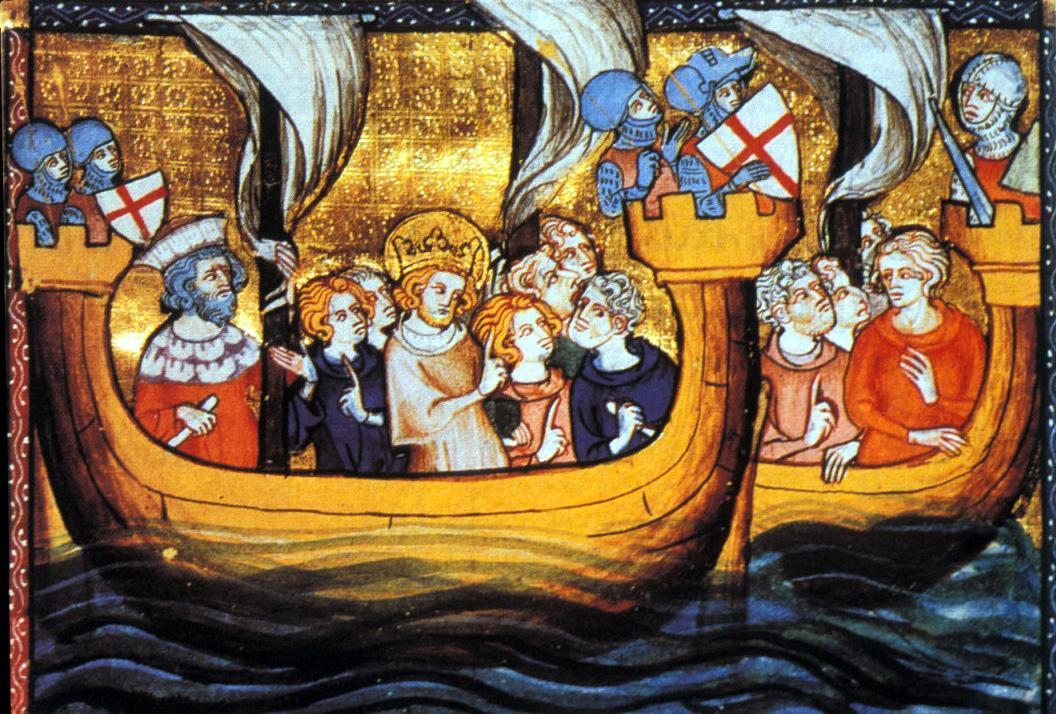
Sétima Cruzada

Joinville, como seu rei, estava obviamente muito ligado à religião cristã, às suas doutrinas, à sua moral e às suas práticas. Como prova disso, há uma pequena obra de edificação, composta em 1250, intitulada li romans as ymages des poinz de nostre foi, onde Joinville faz um breve comentário sobre o Credo. Mas sua fé profunda e sincera contrasta com o heroísmo cristão quase exaltado do rei. O cristianismo de Joinville está mais próximo do povo comum.

### A cruzada
Joinville narra igualmente os feitos de São Luís, em particular o desenrolar da Sétima Cruzada e a subsequente estadia na Terra Santa, que ocupa a maior parte do livro. Em 1244, quando Luís organizou a Sétima Cruzada, Joinville decidiu abandonar sua família para se juntar aos cavaleiros cristãos, assim como seu pai havia feito 35 anos antes contra os Albigenses.

## Família
Casado com Alix de Grandpré, filha de Henri IV, conde de Grandpré e Dame de Livry Marie de Garlande. Alix era descendente de Roberto I, Conde de Dreux, Raoul I, Senhor de Coucy, Guilherme I, Conde de Luxemburgo, Eduardo de Salisbury, Roberto Guiscardo, Ebles II de Roucy e Balduíno IV, Conde de Hainaut. Juntos tiveram os seguintes filhos:
- Jean de Joinville, Senhor de Reynel
- Geoffroi de Joinville, Senhor de Briquenay

Casado com Alix de Reynel, filha de Gautier de Reynel e Hélissende de Trainel. Teve os seguintes filhos:
- Jean de Joinville, Senhor de Reynel
- Geoffroi de Joinville, Senhor de Briquenay
- fr, senhor de Joinville
- André de Joinville, Senhor de Beaupré e de Bonnay
- Alix de Joinville
- Gautier de Joinville de Beaupre
- Marguerite de Joinville